# Bardu
lat_seclon_seclon_minlat_deglon_deglat_min
Bardu je občina v administrativni regiji Troms na Norveškem. Leta 1854 se je ločila od občine Ibestad. Največje mesto in politično ter administrativno središče je Setermoen. Setermoen je tudi dom največjega garnizona Norveške vojske, ki je največji delodajalec v občini. V Setermoenu več kot 1000 mladih vsako leto služi vojaški rok.
Bardu je znan tudi kot dom številnih mednarodno priznanih tekmovalcev v nordijskih disciplinah. Najslavnejši je Fred Børre Lundberg. V občini se nahaja tudi najsevernejši živalski vrt na svetu  Polar Zoo.
Čeprav Bardu ni zelo oddaljen od obale, je znan po mrzlih zimah v primerjavi z drugimi obalnimi področji Norveške. Razlog za to so visoke gore, ki preprečujejo toplejšemu zraku vstop v Bardujsko dolino. Poletja so povečini toplejša od ostalih obalnih področij. V občini je tudi Altevatnet, največje jezero regije Troms.

## Ime
Bardu je v norveščino prirejeno ime Beardu, ki so ga za področje uporabljali Sámi. Pomen besede Samov je bil verjetno 'dolgo in strmo pobočje gore'. Do leta 1889 je bila občina poznana pod imenom »Bardodalen« ('dolina/dale Barda'). V obdobju med letoma 1889 in 1908 je bilo ime zapisovano kot »Bardo«, od leta 1909 dalje pa »Bardu«.

## Grb
Grb je nastal v sodobnem času (1980). Prikazuje ameriškega rosomaha.